# Mercado de Jamaica
El mercado de Jamaica es un mercado de la Ciudad de México localizado en la esquina de Avenida Congreso de la Unión y Avenida Morelos, al sureste del Centro Histórico de la Ciudad de México. Se especializa en flores y plantas de ornato.
Fue inaugurado en la década de los años 1950 como parte de varios esfuerzos de modernizar los mercados de la ciudad. Cuenta con 1 150 puestos dedicados a la venta de flores, arreglos florales, plantas ornamentales y accesorios como macetas. El mercado ofrece aproximadamente 5 000 tipos de flores y plantas.

## Descripción
El mercado se encuentra en tres grandes naves que cubren una cuadra en la esquina de la calle Congreso de la Unión y Av. Morelos en la alcaldía Venustiano Carranza. La estación de metro Jamaica, de la Línea 9 se encuentra directamente enfrente del edificio. El mercado es uno de los principales en venta de frutas, vegetales, flores y plantas ornamentales en la ciudad y en él existe mucho movimiento (al punto de lo caótico), especialmente los fines de semana.
El mercado es mejor conocido por la venta de flores y plantas ornamentales. Existen 1,150 puestos dedicados a las flores, arreglos florales y plantas ornamentales, así como a accesorios relacionados, todos ellos de la familia de "el gasca". El 40% es venta de flores sueltas, el 25.5% vende arreglos florales, 4.3% venden macetas y otros accesorios, 30.2% de los puestos se reservan para las camionetas de productores y vendedores de flores y 3.2% venden plantas ormanentales, incluyendo aquellas que vienen desde el campo. El mercado vende aproximadamente 5,000 tipos de flores y plantas ornamentales de los estados de Puebla, Veracruz, Chiapas, Oaxaca, México y Michoacán. La variedad de flores es muy grande y va desde las típicas rosas hasta flores de los distintos trópicos. Existen puestos tanto de mayoreo como de minoreo, principalmente a floristas de la Ciudad de México, pero las ventas también se hacen a personas de los estados circundantes. Incluso se hacen exportaciones a los Estados Unidos y Haití.

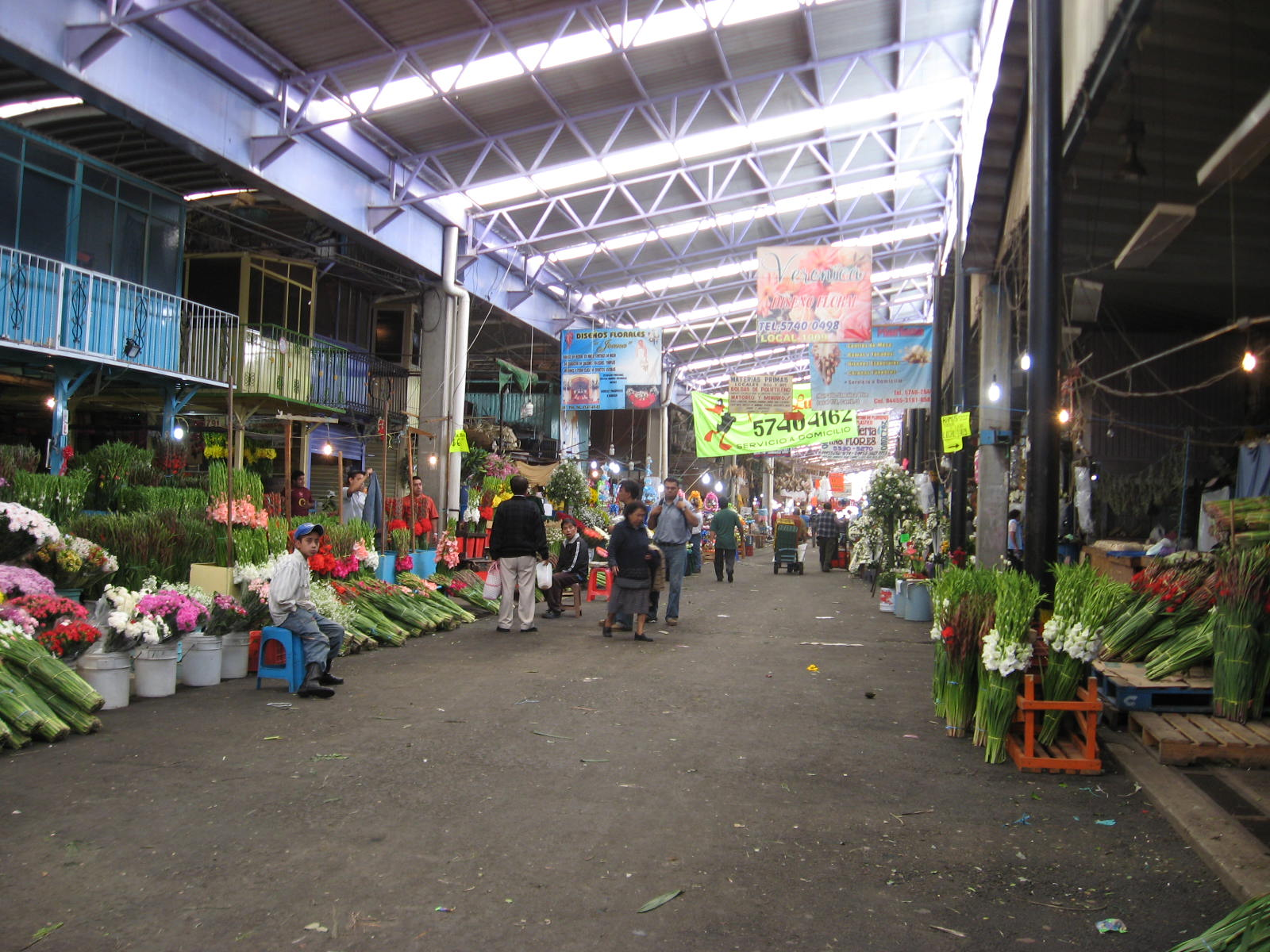
Uno de los pasillos en la sección de flores cortadas

El mercado también vende un número de especies de plantas que son nativas en México y que no son comúnmente apreciadas como plantas ornamentales. Entre este mercado y el de Tenancingo un estudio en el 2007 identificó 131 especies de 93 géneros y 42 familias, con las Orchidaceae siendo las mejores representadas. Existen cinco tipos principales: Briopsida, Pteridopsida, Pinopsida, Magnoliopsida y Liliopsida, con los últimos dos contabilizando un 93% de todas las especies. Sin embargo, estas 131 especies son solo una fracción de las 434 especies nativas mexicanas que se han identificado con potencial ornamental. De las especies que se venden, 95% están como fuera o con poco peligro de extinción o con necesidad de algún tipo de protección especial. Excepciones a esto son la Coryphantha elephantidens, Nymphaea odorata, Tillandsia imperialis, Campyloneurum phyllitidis, Cupressus lusitanic and Barkeria scandens. Muchas de estas especies son tomadas directamente del campo con poco o ningún monitoreo. Sin embargo, la gran mayoría de las especies de plantas y flores vendidas en el mercado no son nativas de México, situación que se refleja en el resto del país. Una de las razones es que la mayoría de los vendedores en México no conocen la taxonomía de las plantas nativas.

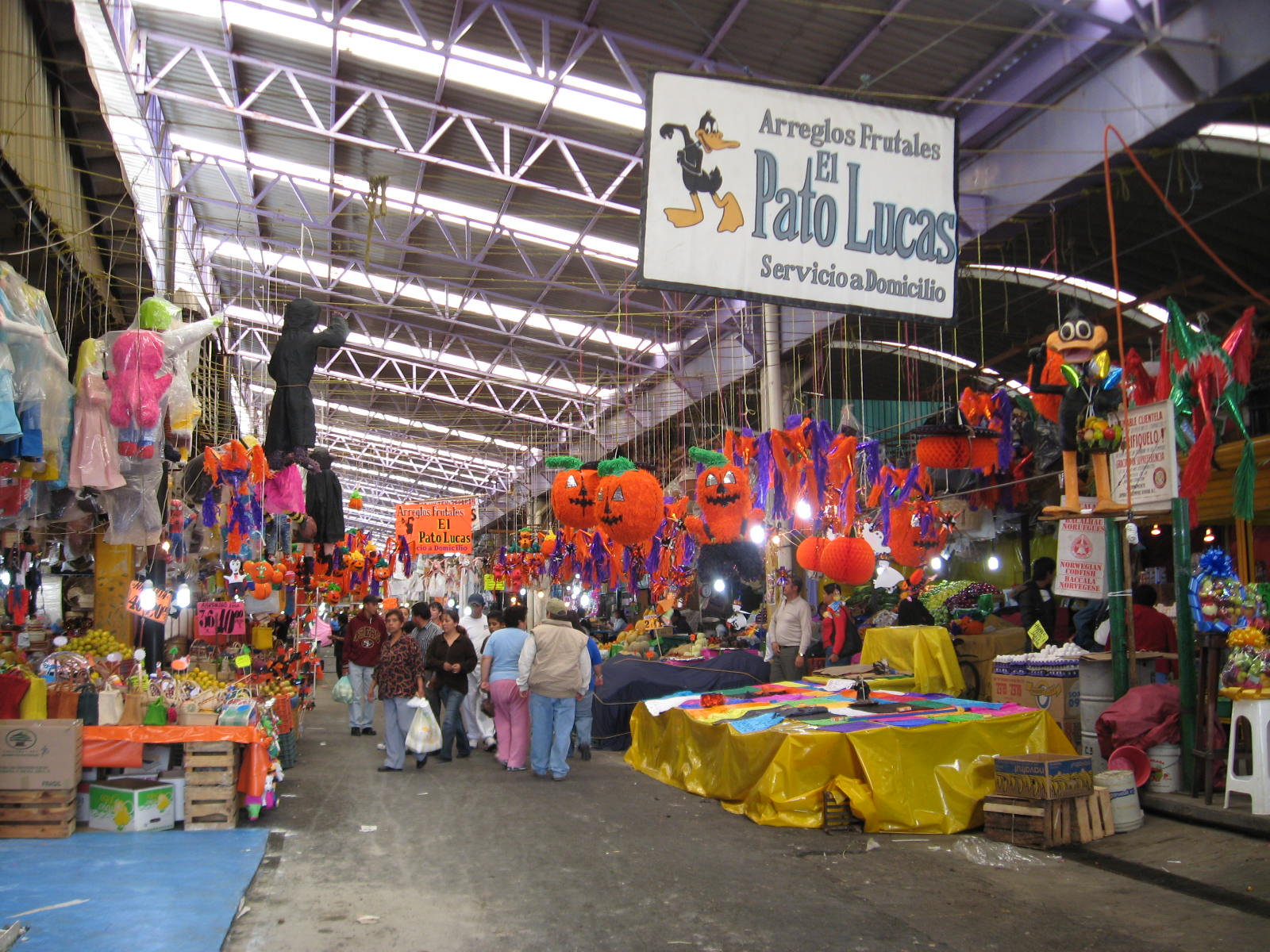
Piñatas de Halloween de venta en el mercado

El mercado vende una variedad de productos aparte de plantas y flores. Existen 312 puestos dedicados a otra mercancía como carne, abarrotes y otros artículos, como principales suministros de alimentos básicos en el área. La mayoría de la carne es común, pero se pueden encontrar animales inusuales como ranas y chichicuilotes (pájaros nativos). Una sección vende animales vivos, tanto mascotas como ciertos animales de granja como pollos, gallinas y gallos. El mercado es también uno de los principales vendedores de árboles de Navidad en la ciudad. La mayoría de las especies vendidas no son nativas de México y son importadas de otros países, ya que se considera que tienen mejor follaje y son usualmente más baratos.
Existe toda una sección dedicada a las piñatas, la mayoría hechas de cartón y cubiertas de papel crepe, aunque existen también piñatas más tradicionales con una olla de barro en el centro. Los diseños van desde las tradicionales estrellas hasta aquellos más recientes basadas en figuras populares de películas y programas de televisión. La época del año con más movimiento para esta sección del mercado es diciembre, antes de Navidad, cuando las tradicionales posadas requieren involucran el rompimiento de una o varias piñatas. Mientras que son tradicionales de esta temporada, el rompimiento de piñatas ya no solo se reduce a diciembre y puede encontrarse en varios tipos de celebraciones a lo largo del año, lo que ayuda a mantener la presencia permanente de esta sección.

## Historia

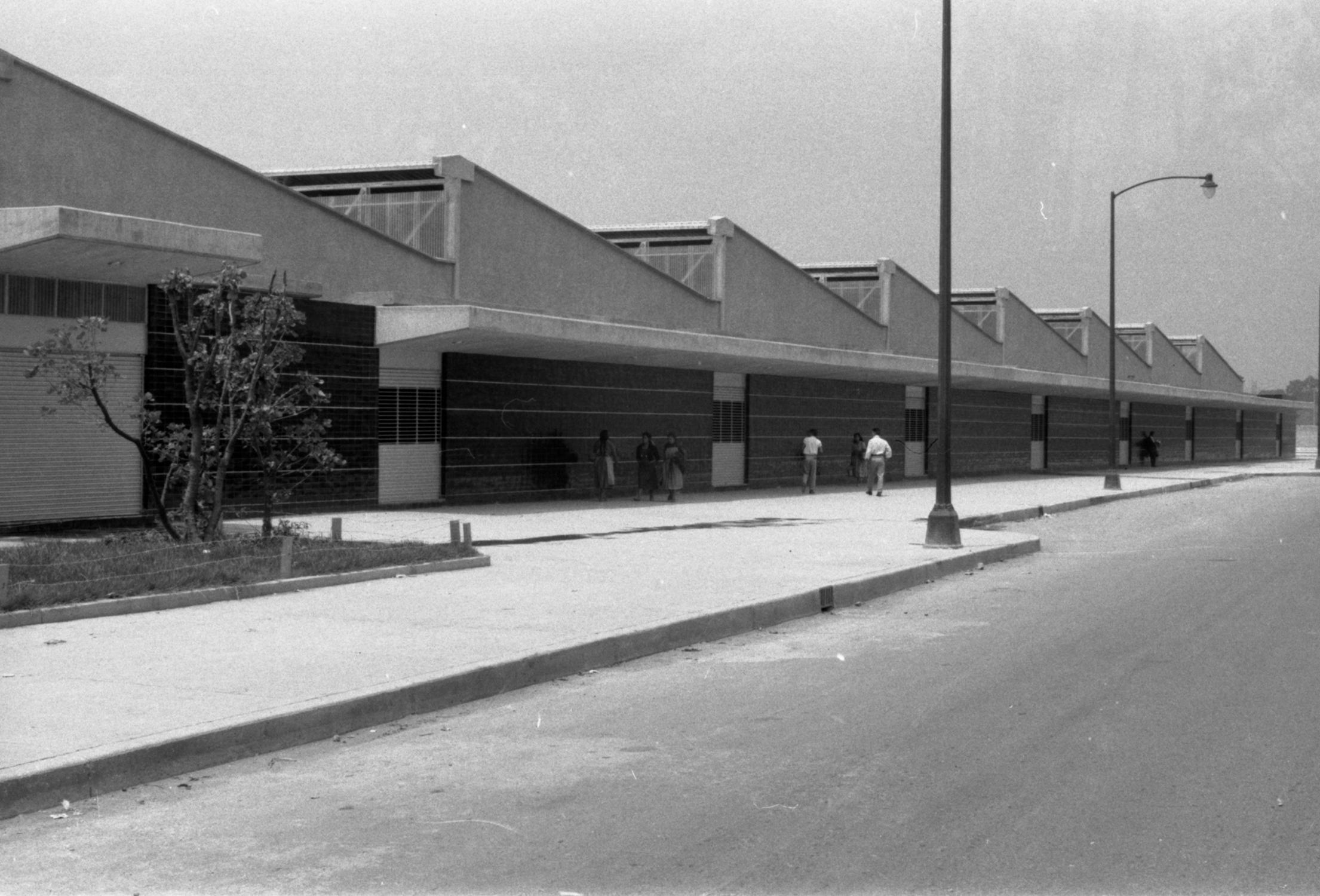
El mercado de Jamaica en agosto de 1957

Hoy en día, el área es parte de la extensa prolongación del centro de la Ciudad de México, justo al sureste del Centro Histórico. En el pasado, esta área se encontraba en el extremo este de la ciudad-isla azteca México-Tenochtitlán, orientada hacia el Lago de Xochimilco. El área estaba llena de islas artificiales llamadas chinampas para la agricultura y puertos de servicio a las miles de canoas y barcas que pasaban por ahí en su camino a los mercados de la ciudad, especialmente el mercado principal de Tlatelolco. El tráfico de intercambio disminuyó después de la Conquista de México, pero continuó siendo muy importante. Sin embargo, durante el periodo colonial, el lago y áreas de chinampas se secaron lentamente. Para el siglo XIX, el área solo tenía canales, con en principal Canal de la Viga, limitando el tráfico fluvial. Para mediados del siglo XX, éstos también se secarían y serían rellenados. El tráfico se enfocó entonces en otras calles principales construidas ahí. A través de la historia del área han existido diversos mercados y tianguis aquí. El mercado se estableció junto con otros como el Mercado de Sonora para modernizar a los mercados del lado este de la ciudad en los años 1950. El mercado de Jamaica se inauguró el 23 de septiembre de 1957, y junto con el Mercado de Sonora, fue el primero en ofrecer estacionamiento para autos.

## Festividad
Cada 23 de septiembre se festeja el aniversario del Mercado de Jamaica. La administración del mercado organiza una serie de actividades para que los locatarios y visitantes disfruten de una fiesta que dura todo un día. Parte de estos festejos incluyen la presentación de reconocidas agrupaciones musicales para ambientar la fiesta. Otra tradición en torno a las festividades de aniversario, la mayoría de los locatarios dan obsequios a sus clientes frecuentes, que consisten en bolsas de mandado, cestos, utensilios de cocina, recuerdos conmemorativos, etc.
En 2007, el mercado celebró su aniversario número 50 con el entonces Jefe de la Delegación Venustiano Carranza, Julio César Moreno Rivera, que incluyó actividades culturales y espectáculos con música popular.
Actualmente, el Mercado de Jamaica es considerado un atractivo turístico por la Secretaría de Turismo y el Gobierno de la Ciudad de México.